# 村上凛
村上凛（1987年—），是女性日本輕小說作家。2012年以獲得第2屆Next Fantasia大獎金賞。

## 作品
- 想變成宅女，就讓我當現充！
作畫:あなぽん（日语：あなぽん）。得獎時的標題是（著者的筆名是塚本純之）[1]。（『富士見ファンタジア文庫』イラスト：あなぽん）
- 我和她的漫画萌战记   （日语：オレと彼女の萌えよペン）
作畫：秋奈つかこ。
- 從同居開始的御宅族女友交往方法  （日语：同棲から始めるオタク彼女の作りかた）
作畫：館川　まこ。

## 備註
1. ↑  第2回＜ネクストファンタジア大賞＞受賞作 的存檔，存档日期2013-12-17.

## 外部連結
- 富士見書房 | 想變成宅女，就讓我當現充 （日語）
- 想變成宅女，就讓我當現充: 村上凛|角川書店・角川グループ （页面存档备份，存于） （日語）
- 「オタリア」公式的X（前Twitter） （日語）